# Товариство «Волинь» та Інститут Дослідів Волині
Товариство «Волинь», засноване представниками української діаспори, вихідцями з Волині, 26 листопада 1949 року у будинку Колегії Св. Андрея у Вінніпезі (Канада), з метою наукового дослідження Волинської землі. Згодом створено Інститут Дослідів Волині, наукову інституцію, що бачилася як спадкоємиця Товариства дослідників Волині.
1950 року були створені перші філії Товариства у США і Канаді. Невдовзі Нью-Йоркська філія Товариства здійснила видання двох чисел квартальника «Волинь».
Після створення видавничої бази ІДВ видавничу діяльність було зосереджено передусім у Вінніпезі. Від 1953 року започатковано видання періодичного часопису "Літопис Волині", серія монографій «Волиніяна» та інше. Видано понад 60 книжок, 22 блоки ювілейних марок, листівки.
2007 року архів і видавничі потужності ІДВ передано до Волинського держуніверситету імені Лесі Українки в Луцьку.

## Керівництво
- Почесний голова - митрополит Никанор Абрамович[1].

Голови цього Товариства та Інституту:

- М. Подворняк
- Ю. Мулик-Луцик[1];
- А. Шумовський[1];
- М. Боровський[1].

## Праці
- Gerus-Tarnawecka I.I. East Slavic Cyrillica in Canadian reposittories: Cyrillic manuscripts and early printed books. — Winnipeg: Society of Volyn, 1981. — 186 p. — (Research Inst. of Volyn; No. 47).
- Gray R. Escape to freedom. — Winnireg: Publ. by Soc. of Volyn, 1985. — 83 p. — (Research Inst. of Volyn; No. 53).
- Андрей (архієпископ). Від Єрусалиму починаючи: Православіє, Римо-католицтво, протестанство. — 2-е вид. — Вінніпег (Канада): Волинь, 1980. — 94 с.
- Биковський Лев. На кавказько-турецькому фронті: Спомини з 1916–1918 рр. — Вінніпег: Денвер, 1968. — 152 с.: іл. — (Праці Ін-ту дослідів Волині).
- Бульба-Боровець, Тарас. Армія без держави. Слава і трагедія українського повстанського руху. Спогади. Інститут дослідів Волині ч.45
- Волинь у боротьбі за волю України. Ч. 1. Загальні відомості про Волинь. Кн. 1. — Вінніпег: Вол. вид. фонд, 1952. — 55 с. — (Праці Ін-ту дослідів Волині; Волинознавство; Ч. 1).
- Гай-Головко О. Українські письменники в Канаді: Літературно-критичні нариси. Т. 1 / Ін-т дослідів Волині. — Вінніпег: Вид-во Волинь, 1980. — 91 с.
- Гірняк, Кость. Фронт української революції: (причинок до історії збройної боротьби Волині) / К. Гірняк, О. Чуйко; передм. і висновки з матеріалу М. Волинського. — Торонто (Онтаріо) : Волинь, 1979. — 45 с. — (Праці Товариства «Волинь» в Торонті : ч. 3).
- Горохович, Антоніна. Поетика Лесі Українки і її афоризми. — Вінніпег, 1980. — 146 с., 1 арк. портр. — Накладом Т-ва «Волинь».
- Іларіон (митрополит). Граматично-стилістичний словник Шевченківської мови. — Вінніпег: Т-во «Волинь», 1961. — 257 с. — (Ін-т дослідів Волині).
- Іларіон (митрополит). Етимологічно-семантичний словник української мови.

Т. 1. А-Д. / За ред. Ю. Мулика-Луцика. — Вінніпег: Т-во «Волинь», 1979. — 365 с. — (ІДВ Ч.39).
Т. 2. Е-Л / За ред. Ю. Мулика-Луцика. — Вінніпег: Т-во «Волинь», 1982. — 400 с. — (Ін-т дослідів Волині; Ч. 39).
Т. 3. М-О. / За ред. Ю. Мулика-Луцика. — Вінніпег: Т-во «Волинь», 1988. — 416 с. — (ІДВ Ч. 39).
Т. 4. П-Я. / За ред. Ю. Мулика-Луцика. — Вінніпег: Т-во «Волинь», 1994. — 557 с. — (ІДВ Ч. 39).
- Іларіон (Митрополит). Князь Володимир прийняв Православіє. Вид. 3-тє. — Вінніпег : Накладом Т-ва «Волинь», 1982. — 36 с.
- Іларіон (Митрополит). Князь Костянтин Острозький і його культурна праця: Іст. моногр. — Вінніпег, 1958. — 216 с.: іл.
- Іларіон (митрополит). Митрополит Мученик Арсеній Мацієвич: Іст. моногр. — Вінніпег, 1964. — 280 с.: іл.
- Іларіон (митрополит) Мої проповіді. Ч. 1 / Ін-т дослідів Волині. — Вінніпег: Т-во «Волинь», 1973. — 185 с.
- Іларіон (митрополит). Наш бій за державність: Історична епопея. Ч. 1. — Вінніпег, 1962. —224 с. — (Твори; Т. 3).
- Іларіон (митрополит). Наша літературна мова. Як писати й говорити по-літературному. Т. 4. Ч. 2. — Вінніпег, 1969. — 264 с.
- Іларіон (митрополит). Слово про Ігорів похід: Літ. моногр. — 2-е вид., доп. — Вінніпег, 1967. — 252 с.
- Іларіон (митрополит). Старець Паїсій Величковський: Його життя, праця та наука: Історична літературно-богословська монографія / За ред. прот. С. Ярмуся. — Вінніпег: Вид. т-ва Волинь, 1975. — 151 с.
- Іларіон (митрополит). Твори. Т. 1. Філософські містерії. — Вінніпег, 1957. — 336 с
- Іларіон (Митрополит). Українська культура і наша церква. Ідеологія української православної церкви: Життєпис. — Вінніпег (Канада): «Волинь», 1991. — 82 с. ISBN 1-895-360-06-4
- Маценко, Павло. Українські канти. — Вінніпег: Т-во «Волинь», 1981. — 22 с. — (Ін-т дослідів Волині; Ч. 43).
- Огієнко І. Повстання азбуки й літературної мови в слов′ян. — 2-е вид. — Вінніпеґ: Тов. «Волинь», 1976. — 300 с. — (Ін-т дослідів Волині).
- Огієнко І. Український стилістичний словник: Підручна кн. для вивч. укр. літ. мови. — 2-е вид. — Вінніпег: Т-во «Волинь», 1978. — 497 с.
- Огієнко, Іван. Історія українського друкарства: Іст. —бібліограф. огляд укр. друкарства XV – XVIII в.в. — 2-е вид. — Вінніпег: Волинь, 1983. — 418 с.
- Огієнко, Іван. Історія церковно-слов'янської мови.

Т. 1. Костянтин і Мефодій. Їх життя та діяльність: Іст.—літ. моногр. — Вінніпег, 1970. — 328 с.
Т. 2. Костянтин і Мефодій. Їх життя та діяльність. Іст.-літ. моногр. — Вінніпег, 1970. — 400 с.: іл.
- Огієнко, Іван. Рятування України: На тяжкій службі своєму народові. — 2-е вид., доп. — Вінніпег: Т-во «Волинь», 1968. — 92 с.
- Огієнко І. Нариси з історії української мови: система українського правопису. — Вінніпег-Канада, 1990. — 216с.
- Онуфрійчук Ф. За православну козацьку Україну. — Вінніпег-Канада, 1987.
- Пастернак, Євген. Нарис історії Холмщини і Підляшшя. 2-ге вид. — Вінніпег ; Торонто : б. в., 1989. — 466 с. (Праці інституту дослідів Волині). Волиніяна XVII
- Подворняк, Михайло. Вітер з Волині: Спогади. — Вінніпег: Волинь, 1981. — 242 с. — (Ін-т дослідів Волині. Ч. 44).
- Самчук Улас. Втеча від себе: Роман. — Вінніпег (Канада): Волинь, 1982. — 430с.
- Самчук, Улас. На білому коні: Спомини і враження. — Вид. 3-є. — Вінніпег, 1980. — 250 с.: іл.
- Самчук, Улас. На коні вороному: Спомини і враження. — 2-е вид. — Вінніпег, 1990. — 360 с.: іл.
- Самчук, Улас. Плянета Ді-Пі: Нотатки й листи. — Вінніпег, 1979. — 356 с.: іл. — Накладом Т-ва «Волинь».
- Семмо О. Хроніка: [Події 1900 — 1985 рр.]. — Вінніпег, 1987.
- Стецюк Г. М. Непоставлений пам'ятник: (Спогади). — Вінніпег, 1988. — 155 с. — (Ін-т Дослідів Волині; Ч. 59).
- Трембіцький, В. Позиція Великої Волині в українській державі 1918 року. Вінніпег ; Нью-Йорк : б. в., 1993. (Інститут дослідів Волині ; № 65). ISBN 1-895360-10-2
- Українець І. За Україну: Драма. — Вінніпег, 1951. — 68с.
- Хміль І. Гомін Полісся: Поезії. — Вінніпег, 1960. — 256 с. — (Б-ка літопису Волині; Ч. 5).
- Цинкаловський О. Стара Волинь і Волинське Полісся (Краєзнавчий словник. Від найдавніших часів до 1914 року). Т. 1 / Ін-т дослідів Волині. — Вінніпег: Вид-во т-ва Волинь, 1984. — 600 с.
- Цинкаловський О. Стара Волинь і Волинське Полісся (Краєзнавчий словник. Від найдавніших часів до 1914 року). Т. 2 / Ін-т дослідів Волині. — Вінніпег: Вид-во т-ва Волинь, 1986. — 579 с.
- Юриняк, Анатоль. Критичним пером. Ч. 3. — Вінніпег, 1989. — 320 с.
- Юриняк А. Літературні жанри малої форми. — Вінніпег, Т-во "Волинь, 1981. — 118 с. — (Ін-т дослідів Волині; Ч. 42)
- Яремко М. Православіє і світова рада церков. — В.-К., 1956. — 72с.
- Ярмусь С. В країні моїх батьків: Рефлексії з відвідин України. — Вінніпег-Канада, 1991. — 175 с. ISBN 1-895360-08-0
- Ярмусь С. Вибране із статей, проповідей і доповідей Протопресвітера Степана Ярмуся. — Вінніпег-Канада, 1991. — 412с.

### Журнали
Літопис Волині (Наук.-попул. зб. волинезнавства) / Ін-т дослідів Волині:
- Рік V. 1961. Число 5. — 2-ге вид. — Вінніпег (Манітоба), 1990. — 176 с.
- Рік VI. 1962. Число 6. — Вінніпег, Манітоба, 1962. — 128 с.
- Рік Х-ХІ.1972. Число 10-11. — Вінніпег, Манітоба, 1962. — 184 с.
- Рік XXV. 1977–1978. Число 12. — Вінніпег, Манітоба, 1977–1978. — 234 с.: іл.
- Ч. 13-14. — Вінніпег, 1979–1982. — 230 с.
- Ч. 15. 1988. № 15. — Вінніпег (Манітоба), 1988. — 240 с.:іл. — Вид. цього Літопису Волині присвячується 1000-річчю Хрещення Русі та 40-річчю ІДВ і Т-ву «Волинь» у Вінніпезі.
- Ч. 16. — Вінніпег-Канада, 1990 р. 160с.
- Ч. 17-18. — Вінніпег, 1992. — 208 с. — Присвячується річниці проголошення незалежності України та 100-літтю поселення українців у Канаді.
- Ч. 19-20. — Вінніпег: Волинь, 1999. — 352 с.: іл.[2]

## Зноски
1. 1 2 3 4 5 6  стор. 871, том 3, «Енциклопедія українознавства» / Гол. ред. В. Кубійович. — м. Париж, Нью-Йорк: вид. «Молоде життя»-«НТШ»; 1994 р. ISBN 5-7707-4052-3
2. ↑  Бібліотека Волинського національного університету імені Лесі Українки. Архів оригіналу за 5 серпня 2008. Процитовано 12 лютого 2009. [Архівовано 2008-08-05 у Wayback Machine.]